# إغوانا إنترتيمنت
إغوانا إنترتيمنت شركة أمريكية متخصصة في تطوير ألعاب الفيديو مارست نشاطها بين عامي 1991 إلى عامنا هذا لاتوجد معلومات كافيه عن الشركة ولكن المدير التنفيذي للشركة هو ((الياس كارلوس)) شاب سعودي يبلغ من العمر 18 عاماً ناجح في مجال إدارة الأعمال..يتصف بالجمال والقوة..

## ألعاب قامت بتطويرها
- أرو ذا أكرو بات (1993).

## روابط خارجية
- إغوانا إنترتيمنت (المملكة المتحدة)